# Wolfgang Hofer
Wolfgang Hofer (* 17. Februar 1950 in Linz; gebürtig Wolfgang Johannes Hofer), als Sänger nur Wolfgang genannt, ist ein österreichischer Liedtexter, Komponist und Sänger.

## Leben
Hofer wurde als Sohn eines Buchhalters in Linz geboren. Er textete und komponierte bereits als Gymnasiast und formierte ein Folkmusik-Quartett. Als Student der Nachrichtentechnik in Wien wurde er von der ORF-Mitarbeiterin Evamaria Kaiser entdeckt, und unter dem Titel Ein Foto von Christina erschien seine erste Schallplatte. Das Studium brach er ab, um sich auf das musikalische Schaffen zu konzentrieren.
Allgemein bekannt wurde er 1971 mit dem von ihm selbst getexteten und komponierten Erfolgstitel Abraham (Das Lied vom Trödler). In den österreichischen Charts lag er mit diesem Hit vier Wochen auf Platz eins. In der ZDF-Hitparade belegte er zweimal den ersten Platz. Auch in der Filmkomödie Die tollen Tanten schlagen zu  trat er damit auf. Im gleichen Jahr veröffentlichte er sein erstes Album Aus Abrahams Bude, unter anderem mit Ich bin John (von Johnston), Hexensabbat, Tingeltangel Boulevard sowie Corrina, Corrina.
Er konnte diesen Erfolg jedoch nicht fortsetzen und beendete seine Karriere als Sänger Ende der 1970er Jahre. Hofer arbeitete zugleich als vielbeschäftigter Liedtexter, dessen Songs unter anderem von Margot Werner (So ein Mann, 1976) und Wencke Myhre (Laß mein Knie, Joe, 1978, deutsche Coverversion von Bonnie Tylers It’s a Heartache, 1977) vorgetragen wurden. Wolfgang Hofer wurde als Sänger ebenso wie Udo Jürgens von Hans R. Beierlein als Manager betreut und schrieb 1972 in Kitzbühel den ersten Text für ein Lied von Jürgens. Diese Zusammenarbeit wurde besonders erfolgreich. Udo Jürgens vertonte über 100 Texte von Wolfgang Hofer, darunter Mein Klavier (1972), Mit 66 Jahren (1977), Mein Bruder ist ein Maler (1977), Buenos Dias, Argentina (1978), Alles im Griff auf dem sinkenden Schiff (1980), Liebe ohne Leiden (1984, im Duett mit Jenny Jürgens), und Narrenschiff (1986). 
Hofer arbeitet auch für das Fernsehen, wo er an der Gestaltung von Shows und anderen Sendungen mitwirkt, für das Musiktheater sowie für die Werbung. Von Wien ging er erst nach Hessen. Er lebt jetzt in Langenfeld bei Düsseldorf.

## Diskografie
- 1970: Ein Foto von Christina
- 1970: Abraham (Das Lied vom Trödler)
- 1971: Aus Abrahams Bude (Album)
- 1971: Song für Julia
- 1972: Lied von der Birke
- 1971: Ich bin John
- 1973: Wie die Zeit vergeht
- 1973: Sing mit mir ein Hallelujah
- 1973: Wir sind die Meiers
- 1975: Rüdiger, das Nacht-Gespenst / Wer hat meinen Kopf gesehen
- 1975: Schlaba-Di-Bab-Di-Ba
- 1976: Komm’ mit mir auf die grüne Wiese
- 1977: Ich wär so gern beim Ballett